# Rückversicherungsvertrag
Der Rückversicherungsvertrag war ein am 18. Juni 1887 abgeschlossenes geheimes Neutralitätsabkommen zwischen dem Deutschen Kaiserreich und dem zaristischen Russland.
Durch den erneut offenen Ausbruch der Rivalität zwischen Österreich-Ungarn und Russland auf dem Balkan in der Bulgarischen Krise 1885/1886 zerbrach der Dreikaiserbund und damit ein wesentlicher Bestandteil der Bündnispolitik Otto von Bismarcks. Bismarcks Bestreben ging nun dahin, durch sein sogenanntes System der Aushilfen eine Annäherung Russlands an Frankreich und damit eine geostrategisch gefährliche Zweifrontenlage des Deutschen Reichs zu verhindern.
Die Wiederannäherung gestaltete sich schwierig, da die öffentliche Meinung der Deutschen von einer zunehmend antirussischen Grundstimmung geprägt und die russische Seite über die von Bismarck durchgesetzte Schließung der deutschen Finanzplätze für russische Devisen verärgert war. Erst unter dem Eindruck der von Bismarck geförderten Verhandlungen zum Abschluss der Mittelmeerentente und der damit drohenden russischen Isolation kam ein neuerliches Bündnis zustande.
Am 18. Juni 1887 unterzeichneten Bismarck und der russische Außenminister Nikolai Karlowitsch de Giers ein auf drei Jahre befristetes Geheimabkommen. Im ersten Teil des Abkommens verpflichteten sich beide Parteien zu wohlwollender Neutralität im Kriegsfall, also auf ein Stillhalten, falls Russland unprovoziert von Österreich-Ungarn, oder das Deutsche Kaiserreich unprovoziert von Frankreich angegriffen würde. Davon ausgenommen waren folglich ein deutscher Angriffskrieg gegen Frankreich und ein russischer Angriffskrieg gegen Österreich-Ungarn. Weiterhin erkannte das Deutsche Reich die historischen Rechte Russlands auf dem Balkan, insbesondere in Bulgarien, an. So sicherte die deutsche Regierung der russischen zu, dass das Kaiserreich den vormaligen Prinzen von Bulgarien, den damals sich im Exil in Köln befindenden Alexander von Battenberg, nicht wieder in das Balkanland zurücklassen würde. Im zweiten Teil, dem „Ganz Geheimen Zusatzprotokoll“, sicherten die Deutschen dem Zarenreich moralische und diplomatische Unterstützung für den Fall zu, dass Russland es für nötig erachte, seinen Zugang zum Mittelmeer durch die Meerengen zu verteidigen.
De facto erkannte Bismarck damit das russische Recht zum Vordringen an die Meerengen an. Um der damit verbundenen Kriegsgefahr zwischen Russland und den Mächten, die an einem Erhalt des Status quo auf dem Balkan interessiert waren (v. a. das Vereinigte Königreich und Österreich-Ungarn), die Spitze zu nehmen, war der Reichskanzler maßgeblich am Abschluss der Mittelmeerentente beteiligt, die ein „russisches Wagnis“ auf dem Balkan und in der Meerengenfrage verhindern sollte.
Der Rückversicherungsvertrag war als Teil des Systems der Aushilfen in Bismarcks kompliziertem Versuch, einen Krieg in Europa zu verhindern, eingebunden. Nach der Entlassung Bismarcks sah sich sein Nachfolger Leo von Caprivi außerstande, diese komplexe Politik erfolgreich fortzusetzen. Allerdings war schon Bismarck davon ausgegangen, dass der Rückversicherungsvertrag im Ernstfall nur eine kurzzeitige Wirkung im Verhältnis zu Russland haben würde. Schon während Caprivis Amtszeit plante eine „neue Generation“ im Auswärtigen Amt um Friedrich August von Holstein und Bernhard von Bülow die generelle Abkehr von Russland und einen Ausbau des Zweibundes zu einem mitteleuropäischen Machtblock, an den dann die Briten herangezogen werden sollten.
In diese Strategie passte es nicht, dass im Rückversicherungsvertrag das Deutsche Reich zwar nicht vor einem französischen Angriff geschützt war, Russland aber unter Verweis auf seine historischen Rechte auf dem Balkan de facto das Recht zugesprochen wurde, Österreich-Ungarn anzugreifen.
Als das Zarenreich aufgrund der beschriebenen Vorteile 1890 auf eine Verlängerung des auslaufenden Vertrags drängte, weigerte sich das Kaiserreich unter Wilhelm II. beharrlich. Selbst als Russland sich bereit erklärte, auf das „Ganz Geheime Zusatzprotokoll“ zu verzichten, behielt die deutsche Führung ihre Ansicht bei. Offizielle Ursache für die deutsche Entscheidung war die Annahme, dass ein Abkommen mit Russland in Bezug auf den Balkan die Glaubwürdigkeit Deutschlands gegenüber den Verbündeten Österreich-Ungarn und Italien unterminiere. Die heutige Forschung vertritt allerdings die These, dass ein Vertrag mit Russland durchaus mit dem Dreibund vereinbar gewesen wäre. Zudem vertrat Wilhelm II. nach Bismarcks Entlassung 1890 die Auffassung, das Deutsche Reich solle sich stärker durch eigene militärische Aufrüstung als durch Bündnisse schützen. Zwischen 1890 und 1893 lag eine Phase deutscher „Höchstrüstung“.
Da Russland nun plötzlich ohne internationalen Partner dastand und sich das deutsch-russische Verhältnis aufgrund außenhandels- und wirtschaftspolitischer Unvereinbarkeiten immer mehr abkühlte, näherte es sich Frankreich an und verabredete mit ihm 1892 eine Militärkonvention und 1894 schließlich mit dem Zweiverband ein festes Bündnis. Damit trat die von Bismarck stets gefürchtete Zweifrontenlage für das Deutsche Reich ein und die Grundlagen der mächtepolitischen Blöcke im Ersten Weltkrieg waren gelegt.